# 全國社會保障基金理事會
全国社会保障基金理事会，简称社保基金会，是中华人民共和国国务院主管全国社会保障基金投资运营的国务院部委管理的事业单位，现由中华人民共和国财政部管理。
社保基金会是国家负责管理运营全国社会保障基金的独立法人机构，接受国务院或国务院授权部门的监督。

## 历史
“全国社会保障基金”于2000年8月设立，“是国家社会保障储备基金，由中央财政预算拨款、国有资本划转、基金投资收益和国务院批准的其他方式筹集的资金构成，专门用于人口老龄化高峰时期的养老保险等社会保障支出的补充、调剂，由全国社会保障基金理事会（简称社保基金会）负责管理运营。全国社会保障基金与地方政府管理的基本养老、基本医疗等社会保险基金是不同的基金，资金来源和运营管理不同，用途也存在区别。社会保险基金包括基本养老保险基金、基本医疗保险基金、工伤保险基金、失业保险基金和生育保险基金。”
2018年3月17日第十三届全国人民代表大会第一次会议通过《第十三届全国人民代表大会第一次会议
关于国务院机构改革方案的决定》，批准《国务院机构改革方案》。方案规定：“调整全国社会保障基金理事会隶属关系。将全国社会保障基金理事会由国务院管理调整为由财政部管理，作为基金投资运营机构，不再明确行政级别。”

## 职责
根据《全国社会保障基金理事会职能配置、内设机构和人员编制规定》，社保基金会承担下列职责：
1. 管理运营全国社会保障基金。
2. 受国务院委托集中持有管理划转的中央企业国有股权，单独核算，接受考核和监督。
3. 经国务院批准，受托管理基本养老保险基金投资运营。
4. 根据国务院批准的范围和比例，直接投资运营或选择并委托专业机构运营基金资产。定期向有关部门报告投资运营情况，提交财务会计报告，接受有关部门监督。
5. 定期向社会公布基金收支、管理和投资运营情况。
6. 根据有关部门下达的指令和确定的方式拨出资金。
7. 完成党中央、国务院交办的其他任务。

## 机构设置
根据《全国社会保障基金理事会职能配置、内设机构和人员编制规定》，社保基金会内设机构不明确行政级别。社保基金会设置下列机构：

### 内设机构
- 综合部
- 规划研究部
- 基金财务部
- 证券投资部
- 境外投资部
- 股权资产部（实业投资部）
- 法规及监管部
- 风险管理部
- 养老金管理部
- 养老金会计部
- 信息技术部
- 机关党委（人事部）

## 历任领导
| 任序 | 姓名   | 肖像 | 任期                         | 政党       | 备注                                              |
| ---- | ------ | ---- | ---------------------------- | ---------- | ------------------------------------------------- |
| 1    | 刘仲藜 |      | 2000年12月—2003年3月         | 中国共产党 | 曾任财政部部长、国家税务总局局长                  |
| 2    | 项怀诚 |      | 2003年3月—2008年1月          | 中国共产党 | 曾任财政部部长                                    |
| 3    | 戴相龙 |      | 2008年1月—2013年3月          | 中国共产党 | 曾任天津市市长、中国人民银行行长                  |
| 4    | 谢旭人 |      | 2013年3月19日—2016年11月24日 | 中国共产党 | 曾任财政部部长                                    |
| 5    | 楼继伟 |      | 2016年11月24日—2019年4月4日  | 中国共产党 | 曾任财政部部长 现任亚洲基础设施投资银行理事会主席 |
| 6    | 刘伟   |      | 2019年4月4日—2025年2月10日   | 中国共产党 | 曾任财政部副部长                                  |
| 7    | 刘昆   |      | 2025年2月10日—               | 中国共产党 | 曾任财政部部长                                    |

迄今七任理事长中，有五位曾担任过财政部部长，一位曾过担任央行行长。